# Wereldkampioenschappen roeien 1992
De 22e editie van de wereldkampioenschappen roeien werd in 1992 gehouden in Montreal, Canada. Het was de tweede keer dat hier het kampioenschap werd georganiseerd. In dit Olympisch jaar werden alleen de onderdelen van de "lichte klasse" gehouden.

## Medaillewinnaars

### Mannen
| Bootklasse              | Goud | Goud | Zilver | Zilver | Brons | Brons |
| Lichte skiff LM1x       | Jens Mohr Ernst |      | Pepijn Aardewijn |        | Brian Sweenor |       |
| Lichte dubbel twee LM2x | Australië Gary Lynagh Bruce Hick |      | Oostenrijk Christoph Schmölzer Walter Rantasa                                                                                                |        | Zwitserland Michael Gier Markus Gier |       |
| Lichte dubbel vier LM4x | Italië Michelangelo Crispi Francesco Esposito Massimo Lana Massimo Guglielmi                                                                               |      | Zweden Joakim Brischewski Bo Ekros Lars-Johan Flodin Per Lundberg                                                                            |        | Duitsland Stephan Fahrig Klaus Götte Rene Höhn Bernhard Rühling                                                                                 |       |
| Lichte vier zonder LM4- | Verenigd Koninkrijk Christopher Bates Toby Hessian Tom Kay Carl Smith                                                                                      |      | Italië Sabino Bellomo Franco Cattaneo Danilo Fraquelli Alfredo Striani                                                                       |        | Frankrijk Sébastien Bel Stéphane Guérinot Benoît Masson José Oyarzabal                                                                          |       |
| Lichte acht LM8+        | Denemarken Johnny Bo Andersen Svend Blitskov Thomas Croft Buck Jan Hansen Jeppe Jensen Kollat Flemming Meyer Thomas Poulsen Bo Vestergaard Martin Sorensen |      | Verenigd Koninkrijk Andy Butt Roger Everington Jim Hartland Jim McNiven Mark Partridge Nicholas Strange Ian Watson Stephen Wright Philip Cox |        | Duitsland Klaus Altena Michael Buchheit Christian Dahlke Michael Kobor Thomas Melges Bernhard Stomporowski Kai von Warburg Uwe Maerz Olaf Kaska |       |

### Vrouwen
| Bootklasse              | Goud                                                         | Goud | Zilver                                                                              | Zilver | Brons                                                           | Brons |
| Lichte skiff LW1x       | Mette Bloch Jensen                                           |      | Susan Key                                                                           |        | Wendy Wiebe                                                     |       |
| Lichte dubbel twee LW2x | Duitsland Christiane Weber Claudia Waldi                     |      | Canada Colleen Miller Michelle Dervill                                              |        | Verenigde Staten S. Remmler-Suddeth Teresa Zarzeczny            |       |
| Lichte vier zonder LW4- | Australië Marina Cade Deirdre Fraser Virginia Lee Liz Moller |      | Verenigd Koninkrijk Alison Brownless Anna Marie Dryden Tonia Williams Claire Davies |        | Canada Jill Blois Nori Doobenen Laurie Featherstone Renata Troc |       |

## Medailleklassement
| Plaats | Land                | Goud | Zilver | Brons | Totaal |
| 1      | Denemarken          | 3    | 0      | 0     | 3      |
| 2      | Australië           | 2    | 0      | 0     | 2      |
| 3      | Verenigd Koninkrijk | 1    | 3      | 0     | 4      |
| 4      | Italië              | 1    | 1      | 0     | 2      |
| 5      | Duitsland           | 1    | 0      | 2     | 3      |
| 6      | Canada              | 0    | 1      | 2     | 3      |
| 7      | Nederland           | 0    | 1      | 0     | 1      |
| 7      | Oostenrijk          | 0    | 1      | 0     | 1      |
| 7      | Zweden              | 0    | 1      | 0     | 1      |
| 10     | Verenigde Staten    | 0    | 0      | 2     | 2      |
| 11     | Frankrijk           | 0    | 0      | 1     | 1      |
| 11     | Zwitserland         | 0    | 0      | 1     | 1      |
| Totaal | Totaal              | 8    | 8      | 8     | 24     |

Edities

1962 Luzern · 
1966 Bled · 
1970 St. Catharines · 
1974 Luzern · 
1975 Nottingham · 
1976 Villach · 
1977 Amsterdam · 
1978 Hamilton (alleen zwaar) · 
1978 Kopenhagen (alleen licht) · 
1979 Bled · 
1980 Hazewinkel · 
1981 München · 
1982 Luzern · 
1983 Duisburg · 
1984 Montréal · 
1985 Hazewinkel · 
1986 Nottingham · 
1987 Kopenhagen · 
1988 Milaan · 
1989 Bled · 
1990 Lake Barrington · 
1991 Wenen · 
1992 Montréal · 
1993 Račice · 
1994 Indianapolis · 
1995 Tampere · 
1996 Motherwell · 
1997 Aiguebelette · 
1998 Keulen · 
1999 St. Catharines · 
2000 Zagreb · 
2001 Luzern · 
2002 Sevilla · 
2003 Milaan · 
2004 Banyoles · 
2005 Gifu · 
2006 Eton · 
2007 München · 
2008 Ottensheim · 
2009 Poznań · 
2010 Hamilton · 
2011 Bled · 
2012 Plovdiv · 
2013 Chungju · 
2014 Amsterdam ·
2015 Aiguebelette ·
2016 Rotterdam ·
2017 Sarasota ·
2018 Plovdiv ·
2019 Ottensheim ·
2020 Bled ·
2021 Shanghai ·
2022 Račice ·
2023 Belgrado ·
2024 St. Catharines ·
2025 Shanghai · 
2026 Amsterdam

Onderdelen

Skiff · 
Lichte skiff · 
Dubbel twee · 
Lichte dubbel twee · 
Twee zonder · 
Lichte twee zonder · 
Twee met

Dubbel vier · 
Dubbel vier met · 
Lichte dubbel vier · 
Vier zonder · 
Lichte vier zonder · 
Vier met · 
Acht · 
Lichte acht